# Чижиково (Архангельська область)
Чижиково (рос. Чижиково) — присілок в Онезькому районі Архангельської області Російської Федерації.
Населення становить 23 особи. Входить до складу муніципального утворення Порозьке поселення.

## Історія
Від 2004 року входить до складу муніципального утворення Порозьке поселення.

## Населення
| 2002 | 2010 | 2012 |
| ---- | ---- | ---- |
| 25   | ↘16  | ↗23  |